# Allium glumaceum
Allium glumaceum — вид трав'янистих рослин родини амарилісові (Amaryllidaceae), ендемік Туреччини.

## Поширення
Ендемік південної Туреччини (Марас).